# Округ Полк (Мисури)
Округ Полк (енгл. Polk County) је округ у америчкој савезној држави Мисури.

## Демографија
По попису из 2010. године број становника је 31.137, што је 4.145 (15,4%) становника више него 2000. године.
| Група             | 2000.          | 2010.          |
| Белци             | 26.024 (96,4%) | 29.565 (95,0%) |
| Афроамериканци    | 122 (0,5%)     | 235 (0,8%)     |
| Азијати           | 52 (0,2%)      | 105 (0,3%)     |
| Хиспаноамериканци | 350 (1,3%)     | 615 (2,0%)     |
| Укупно            | 26.992         | 31.137         |